# Metroul din Rotterdam
Metroul din Rotterdam este, alături de tramvaiele, autobuzele și trenurile suburbane din oraș, un pilon al transportului public în cadrul celui de-al doilea cel mai mare oraș din Țările de Jos și este cel mai vechi metrou din regiunea Benelux. Primul tronson a fost deschis în 1968.
Sistemul constă din două trasee principale care se intersectează în centrul orașului la stația de metrou Beurs. Traseul est-vest se desfășoară în principal în zona centrală a orașului pe malul drept al râului Nieuwe Maas, în timp ce traseul nord-sud servește în principal la conectarea malului stâng cu centrul orașului aflat pe partea opusă. Metroul circulă subteran în centrele orașelor Rotterdam și Schiedam și în exterior, predominant la suprafață, fie ca tren de mare înălțime, fie la nivelul solului.
Zona deservită de metrou este regiunea urbană Rotterdam Rijnmond, în timp ce zona centrală a orașului este deservită în principal de tramvaie. Din acest motiv, metroul are distanțe mari între stații și o viteză de călătorie ridicată. Pe lângă orașul Rotterdam, există stații în municipalitățile Schiedam, Spijkenisse, Albrandswaard, Capelle aan den IJssel, Vlaardingen și Maassluis.
Operatorul metroului este compania de transport Rotterdamse Electrische Tram (RET), care operează și 9 linii de tramvai și 28 de linii de autobuz urban.

## Informații generale
Rinul, care în toate celelalte țări pe care le străbate nu este traversat de niciun tunel, este traversat de trei ori numai de metroul din Rotterdam. Două tuneluri trec pe sub brațul fluvial Nieuwe Maas din centrul orașului, iar unul pe sub brațul sudic paralel, Oude Maas (care, în ciuda numelui său, conține doar apă din Rin, nu și din Maas). Există, de asemenea, numeroase tuneluri rutiere.
Spre deosebire de metrourile construite în aceeași perioadă în München, Nürnberg și Viena, metroul din Rotterdam, similar cu sistemul din Amsterdam, are doar tronsoane scurte de tunel și circulă predominant ca tren de mare înălțime sau pe terasamente. Există două motive importante pentru aceasta:
- Zona urbană de la sud de Nieuwe Maas constă în mare parte din mari ansambluri rezidențiale din anii 1960 și 1970; nu au existat preocupări privind afectarea unei imagini oricum controversate a orașului. În plus, în aceste cartiere au fost lăsate liber coridoare largi pentru traseele de circulație, care au putut fi utilizate pentru trenurile de mare înălțime.

- Situația hidrologică specială din vestul Olandei face ca construcția și operarea tunelurilor să fie deosebit de dificile, aproape întreaga zonă urbană fiind situată sub nivelul mării (malurile râurilor situate la nivelul mării reprezintă astfel cel mai înalt punct al orașului, spre deosebire de alte orașe unde acestea sunt punctele cele mai joase). Nivelul potențial natural al apelor subterane se află mult deasupra nivelului străzilor, fiind prevenit de inundații doar prin funcționarea continuă a numeroase pompe.

Metroul circulă, așadar, subteran doar în zona centrală a orașului, toate celelalte stații fiind la suprafață.

## Rețeaua de linii
Rețeaua de metrou din Rotterdam are cinci linii, identificate prin litere. Fiecare linie are și o culoare specifică, care însă nu este folosită ca identificator principal (de exemplu, „linia albastră”).
| Linie | Traseu | Frecvență | Număr de stații | Lungime | Comunități traversate                                                         |
| ----- | --- | --------- | --------------- | ------- | ----------------------------------------------------------------------------- |
| A     | (Vlaardingen West –) Schiedam Centrum – Beurs – Blaak – Kralingse Zoom – Alexander – Binnenhof (Între Vlaardingen și Schiedam doar în zilele de luni-vineri în orele de vârf)                                                                                             | 10 min    | 24              | 23,5 km | Rotterdam, Schiedam, Vlaardingen                                              |
| B     | Hoek van Holland Strand – Hoek van Holland Haven – Maassluis Steendijkpolder – Vlaardingen – Schiedam Centrum – Beurs – Blaak – Kralingse Zoom – Alexander – Nesselande (Doar fiecare al doilea tren pleacă din Maassluis Steendijkpolder până la Hoek van Holland Haven) | 10 min    | 31              | 43,3 km | Rotterdam, Schiedam, Vlaardingen, Maassluis                                   |
| C     | De Akkers – Spijkenisse Centrum – Tussenwater – Schiedam Centrum – Beurs – Blaak – Kralingse Zoom – De Terp | 10 min    | 26              | 30 km   | Rotterdam, Schiedam, Capelle aan den IJssel, Nissewaard                       |
| D     | De Akkers – Spijkenisse Centrum – Tussenwater – Slinge – Zuidplein – Rotterdam Centraal ( –Pijnacker Zuid) (Nu toate trenurile continuă din Slinge până la De Akkers) (Între Rotterdam Centraal și Pijnacker Zuid doar în zilele de luni-vineri în orele de vârf)         | 5–10 min  | 17              | 21 km   | Rotterdam, Albrandswaard, Nissewaard                                          |
| E     | Slinge – Zuidplein – Rotterdam Centraal – Berkel Westpolder – Pijnacker Centrum – Leidschenveen – Den Haag Centraal | 10 min    | 23              | 27 km   | Rotterdam, Lansingerland, Pijnacker-Nootdorp, Leidschendam-Voorburg, Den Haag |

Liniile nu au avut întotdeauna litere, ci nume. În timp ce liniile principale erau denumite inițial doar „Nord-Sud” și „Est-Vest”, la începutul anilor 1990 au primit nume „adevărate”: Erasmuslijn (azi liniile D și E) și Calandlijn (azi liniile A, B și C). Ca semn distinctiv, liniilor li s-au atribuit și culori, albastru (Erasmuslijn) și roșu (Calandlijn).
Tronsonul dintre stațiile Tussenwater și De Akkers este deservit de liniile ambelor trasee principale (liniile C și D).

### Liniile A, B și C – Calandlijn
Pe 6 mai 1982 a fost deschisă prima secțiune a noii linii Est-Vest, care a fost extinsă rapid de trei ori, astfel încât deja în 1986 se întindea din nord-estul orașului până în vest. Numele acestei linii este în onoarea lui Pieter Caland (1827–1902), constructorul canalului Nieuwe Waterweg, fără de care ascensiunea Rotterdamului ca cel mai mare port maritim din lume ar fi fost de neconceput.

#### Ommoord și Nesselande – Liniile A/B

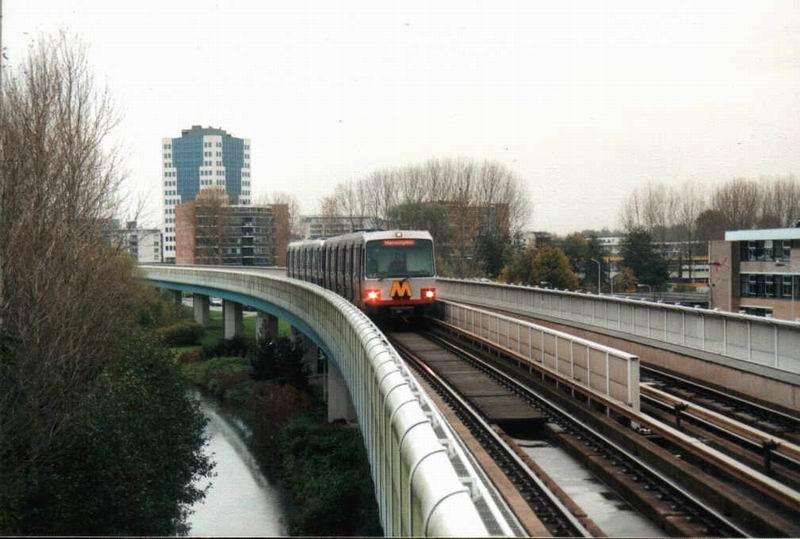
Metrou suspendat în Capelle, la stația Slotlaan

În est, linia Calandlijn are trei capete, dintre care două sunt accesibile prin trasee de tramvai de suprafață. Alimentarea cu energie electrică se face aici prin linie de contact aerian, în restul liniei prin șină de contact. Vehiculele sunt echipate cu pantograf pentru ambele tipuri de alimentare. O soluție similară există doar pe „Linia Albastră” a metroului din Boston, linia 3 a metroului din Atena spre aeroport, Oslo T-bane, S-Bahn Hamburg, precum și pe randstadrail Rotterdam-Haga pe linia Erasmuslijn.
Divizarea liniilor are loc în stația Capelsebrug. Spre nord se ramifică secțiunea de tramvai menționată anterior. Trenurile care merg spre exterior ridică aici pantograful și continuă pe suprafață, alimentate prin linie de contact aerian. Traseul urmează pe partea estică a bulevardului Prinț-Alexander prin cartierul cu același nume Prins Alexander. Acesta este punctul locuit cel mai adânc din Olanda, la aproximativ șase metri sub nivelul mării. Traseul de-a lungul bulevardului Prins Alexanderlaan are cinci stații, una dintre ele fiind la stația Rotterdam-Alexander, pe linia de cale ferată spre Gouda și Utrecht.
După stația Graskruid se separă liniile A și B. Linia A se îndreaptă spre stânga și se termină în cartierul Ommoord la stația Binnenhof, punctul final al primei secțiuni a traseului de tramvai, deschis în 1983. Linia B părăsește bulevardul Prinsen spre dreapta și se termină după patru stații la De Tochten. În 2005, linia a fost extinsă cu o stație. Aici trenurile retrag pantograful și sunt din nou alimentate de șina de contact. Stația finală este Nesselande.

#### Capelle aan den IJssel – Linia C
Linia C continuă de la stația de intersecție Capelsebrug spre est, în comuna vecină Capelle aan den IJssel. Acest traseu este operat convențional cu șină de contact, astfel încât linia C nu are nevoie de pantografe. Linia se desfășoară ca un tren de mare înălțime peste Capelle Centrum până la stația finală De Terp. Traseul, deschis în 1994, are trei noi stații.

#### Centrul orașului – Liniile A/B/C

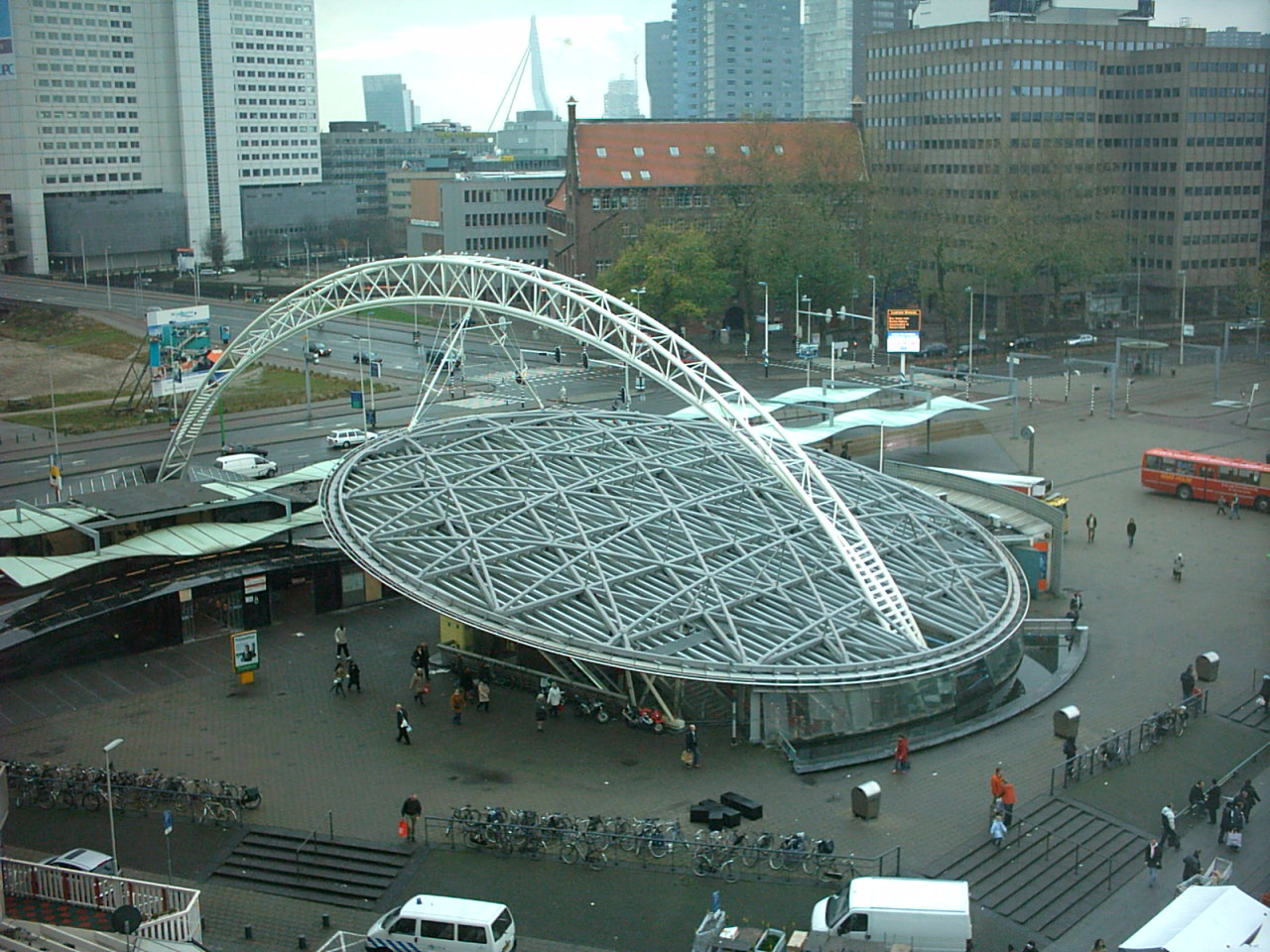
Gara Blaak, stație subterană de transfer între metrou și trenuri suburbane

De la stația deja menționată Capelsebrug, spre centrul orașului, se conectează la depoul de metrou Gravenweg al RET. La capătul peronului stației următoare Kralingse Zoom începe tunelul de centru al liniei Calandlijn. De asemenea, stațiile de metrou următoare Voorschoterlaan și Gerdesiaweg sunt situate în districtul central estic Kralingen. La stația următoare Oostplein începe zona vechiului oraș distrusă de un atac aerian german în 1940.
Zona modern construită de astăzi este traversată de-a lungul arterei principale Blaak. La stația cu același nume se poate face transferul către gara subterană cu patru linii a căii ferate spre Dordrecht. Zona metropolitană Randstad Holland nu are un sistem de S-Bahn, însă trenurile regionale (Sprinter) circulă la intervale foarte scurte și deservesc și centrele orașelor. Tunelul feroviar Willemsspoortunnel trece pe locul unde curgea odată râul Rotte, al cărui desecare (la colțul de astăzi al Hoogstraat la 200 m nord) a dat numele orașului. Până în 1993, această linie de cale ferată se desfășura la suprafață pe un viaduct (Luchtspoor). Între 1993 și 1996 a fost înlocuită de tunel.
După stația cu trei linii Blaak există o conexiune cu linia Erasmuslijn, în special cu stația Leuvehaven. Stația următoare este Beurs, nodul de schimb cu linia Erasmuslijn. Este situată la două străzi sud de clădirea bursieră și a avut inițial un alt nume (Churchillplein), dar a fost redenumită în 2002. Stația de pe linia Calandlijn a fost construită ca o preconstrucție în 1967, în cadrul construcției liniei Erasmuslijn, dar a fost deschisă abia în 1982, odată cu deschiderea liniei Calandlijn.

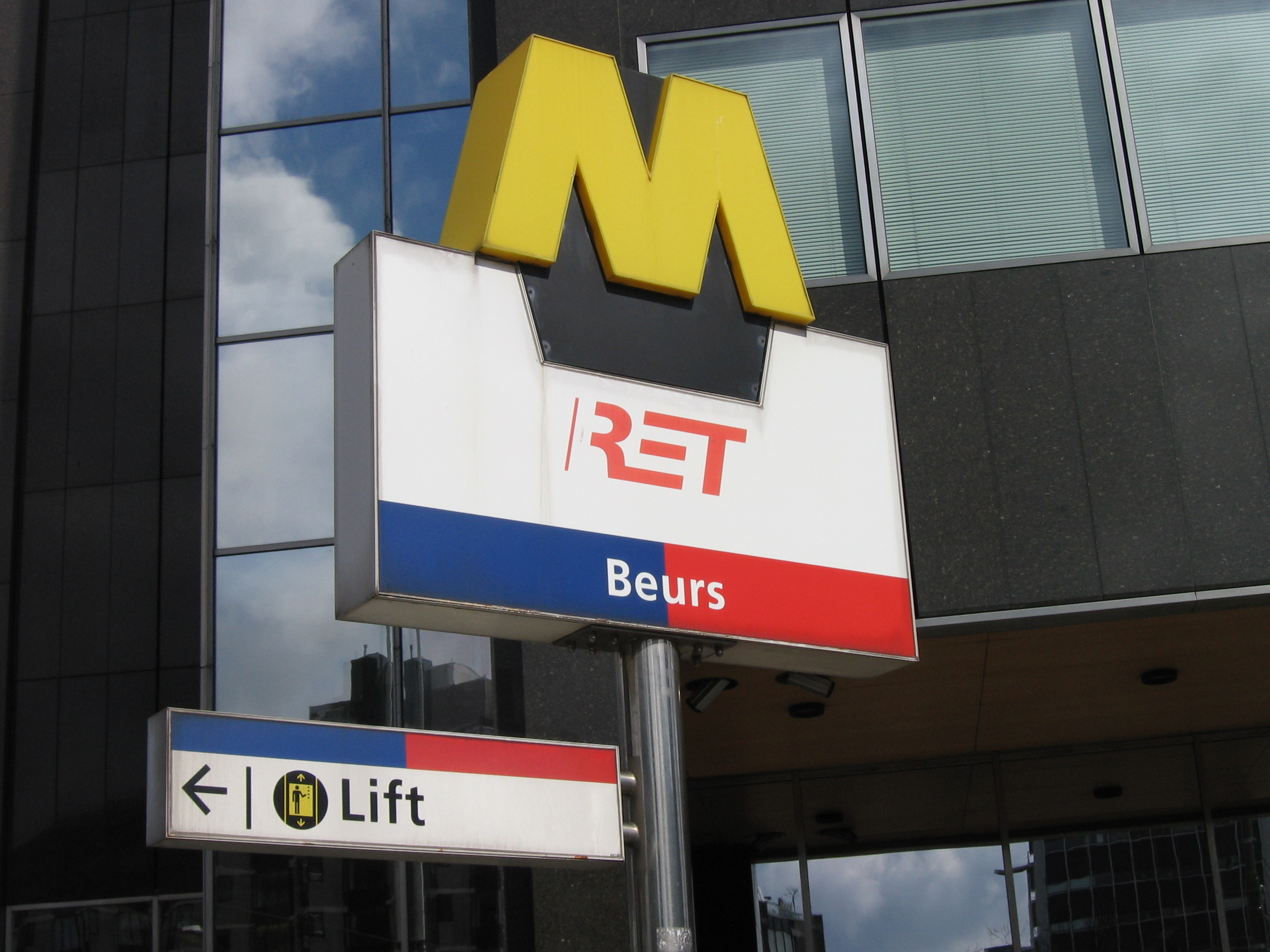
Intrarea în stația Beurs cu logo-ul companiei

Stația următoare (Eendrachtsplein) este situată aproape de cunoscutul Museum Boijmans Van Beuningen, iar următoarea stație (Dijkzigt) este situată la spitalul universitar al orașului.
Stațiile următoare, Coolhaven și Delfshaven, sunt situate în districtul multicultural din vestul centrului orașului, Delfshaven, care are nu doar numeroase clădiri din epoca Gründerzeit, ci și un nucleu medieval. Acesta a fost portul de expediere al orașului Delft, care nu a vrut să lase comerțul maritim internațional orașelor Rotterdam și Schiedam, situate pe râul Nieuwe Maas, și în acest scop a deviat râul Schie spre Delfshaven.
Stația următoare, Marconiplein, în cartierul Spangen, a fost stația finală vestică a liniei din 1986 până în 2002. Este situată aproape de stadionul Sparta Rotterdam, iar la sud de stație se află administrația portului Rotterdam. Datorită importanței portului, clădirea administrativă a fost construită nu doar ca un turn dublu, ci chiar ca un turn triplu. Stația are trei linii și un peron lateral și unul insular, însă peronul lateral este folosit doar în cazuri speciale de la extinderea liniei în 2002.

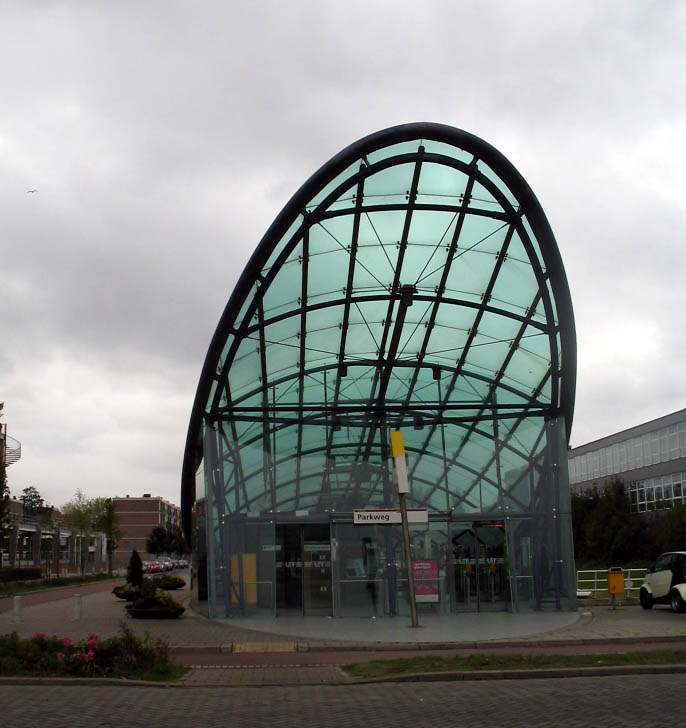
Intrarea în stația de metrou Parkweg din Schiedam

Extinderea liniei Calandlijn prin orașul vecin Schiedam până la suburbia sud-vestică Hoogvliet a fost planificată sub numele de Beneluxlijn. Numele a fost dat datorită tunelului Beneluxtunnel, care trece pe sub râul Nieuwe Maas și a cărui a patra secțiune este utilizată pentru metrou (celelalte trei fac parte din inelul de autostradă A4).
La aproximativ 500 de metri după stația Marconiplein, metroul iese din tunel la suprafață și, după un alt kilometru, intră pe traseul liniei feroviare spre Den Haag. După încă un kilometru, metroul ajunge la stația din Schiedam. Aici se termină liniile A și B, iar linia denumită Beneluxlijn continuă până la stația Tussenwater. Stația și gara din Schiedam se numesc acum Schiedam Centrum, deși centrul istoric al orașului se află la aproximativ un kilometru sud-vest de gară.

#### Hoek van Holland - Linii A/B
În mod similar cu linia Hofplein, și ruta din Hoek van Holland, cunoscută sub numele de „Hoekse Lijn”, a fost conectată la stația Schiedam Centrum a liniei Caland, devenind parte a rețelei de metrou. Metroul urmează traseul complet al fostei linii de tren, a cărei operare a încetat la 31 martie 2017. Repunerea în funcțiune a fost inițial planificată pentru ianuarie 2018, dar din cauza diverselor probleme în reconstrucția infrastructurii și implementarea sistemului de siguranță a trenurilor, aceasta a fost amânată de mai multe ori. La 28 septembrie 2019, linia a fost redeschisă în cele din urmă, cu o întârziere de 21 de luni față de termenul inițial, devenind parte din liniile de metrou A și B.
Metro-ul se alătură fostei linii Hoekse Lijn printr-o nouă lucrare de bifurcație construită pe vechiul loc al depoului de întoarcere și depozitare, la câteva sute de metri vest de stația Schiedam Centrum. Zona urbană din Schiedam este părăsită după stația Schiedam Nieuwland. După traversarea autostrăzii A4, ruta trece prin orașul învecinat Vlaardingen, cu stațiile Vlaardingen Oost, Vlaardingen Centrum și Vlaardingen West. Ultima dintre acestea este simultană cu noua stație terminus a liniei A. Traseul continuă prin terenuri agricole, după câțiva kilometri atingând orașul Maassluis cu stațiile Maassluis, Maassluis West și Steendijkpolder. La aproximativ cinci kilometri după Steendijkpolder, metro-ul trece de barajul Maeslant, unde au fost făcute pregătiri pentru construirea unei stații ulterioare. După alte trei kilometri, fără alte opriri intermediare, se ajunge la noua stație terminus Hoek van Holland Haven.
Ultima parte a Hoekse Lijn, care inițial continua un kilometru până la stația Hoek van Holland Strand, rămâne în afara serviciului până la noi ordine. Motivul este planul de demolare a acelei stații pentru a extinde traseul până la plaja aflată la aproximativ un kilometru distanță și a construi o nouă stație terminus cu același nume pentru metrou. Această inițiativă nu va fi implementată până cel puțin în 2021. La 31 martie 2023, ultima secțiune între Hoek van Holland Haven și Hoek van Holland Strand a fost inaugurată. Astfel, metroul operează acum direct până la plajă.
Este de remarcat că traseul poate fi încă utilizat de trenuri trase de locomotive diesel sau alte vehicule feroviare care nu depind de linia de contact (deoarece tensiunea a fost redusă de la 1500 V la 750 V) până la Maassluis. Aceasta este necesară deoarece traficul de mărfuri va continua până la această destinație. În acest scop, au fost create dispoziții de balastiere la stațiile de cale ferată: lățimea redusă a vehiculelor de metrou comparativ cu cele ale trenurilor „mari” ar putea duce la coliziuni cu noile borduri ale peronului, ceea ce este prevenit prin utilizarea șinelor aflate mai la stânga.

#### Hoogvliet - Linia C
La vest de stația de cale ferată, după trecerea peste râul Schie, începe o altă secțiune de tunel cu două stații subterane, prima (Parkweg) fiind situată mult mai aproape de centrul orașului Schiedam decât Schiedam Centrum. Stația Troelstralaan a fost construită ca o caracteristică arhitecturală într-o deschizătură lângă un lac din parc. Tunelul este urmat de o scurtă secțiune de metrou elevat, singura stație din această secțiune, Vijfsluizen, fiind situată în zona portuară a Schiedam, la granița cu orașul vecin Vlaardingen și în apropierea autostrăzii, pe care metroul o va însoți acum prin tunelul Benelux până la intersecția Beneluxplein.
La sud de scurtul tunel Benelux se află Pernis. Cartierul este complet izolat în mijlocul zonei portuare și este separat de lumea exterioară de râu, mai multe bazine portuare, depozitele imense de petrol ale portului petrolier, două autostrăzi, o șosea rapidă, un nod rutier și liniile late ale căii ferate portuare. Stația de metrou inaugurată în 2002 poate fi considerată o îmbunătățire reală.
În cadrul lucrărilor de construcție pentru conectarea Hoekse Lijn la rețeaua de metrou, linia A, care anterior se termina la Schiedam Centrum, a fost extinsă până la Pernis, unde se întoarce după stația de cale ferată. Motivul este pe de o parte limitarea posibilităților de întoarcere la Schiedam Centrum datorită lucrărilor de construcție, iar pe de altă parte, unele linii de autobuz care fac parte din transportul de înlocuire pe șine operează doar de la stația Vijfsluizen în sus. După finalizarea lucrărilor, linia va fi relocată de la linia Benelux.
După aproximativ trei kilometri de mers cu metroul, linia ajunge în orașul Hoogvliet și la stația Tussenwater, unde se intersectează cu linia Erasmus. Ultimele cinci stații prin Hoogvliet și Spijkenisse sunt comune ambelor linii, consultă acolo.

### Erasmuslijn
Linia albastră Nord-Sud a fost prima pusă în funcțiune. Prima linie de metrou din Țările de Jos a fost inaugurată la 9 februarie 1968 de către Prințesa Moștenitoare Beatrix și Prințul Claus.
Linia are o lungime de 21,5 km și 17 stații, dintre care cinci sunt subterane. Ea poartă numele celui mai mare fiu al orașului, Erasmus din Rotterdam (1469–1536), umanist și filosof.

#### Den Haag – Linia E
Linia E a început să opereze în 2006 între Nootdorp și Rotterdam Hofplein. Din decembrie 2011, linia începe de la Den Haag Centraal, gara principală a orașului. Inițial, linia utiliza două linii în gara centrală, dar din 2016 are o stație proprie lângă gara principală. Pe linia Hofpleinlijn, o fostă cale ferată acum transformată în linie de tramvai rapid, linia E ajunge la Rotterdam. Traseul este utilizat și de două linii de tramvai din Haga și este alimentat printr-o rețea aeriană de 750 V DC. De-a lungul traseului, au fost deschise noile stații Berkel Westpolder, Meijersplein și Melanchthonweg, iar în 2010 stația Wilgenplas a fost închisă după 102 ani de funcționare.
Inițial, linia urma Hofpleinlijn până la punctul terminus Hofplein, inaugurat în 1908. În august 2010, între Melanchthonweg și Bergweg a fost deschisă o ramificație către noul tunel, care duce la Rotterdam Centraal, iar ultimul segment al fostei căi ferate către Hofplein a fost definitiv închis și demolat.
Pentru conectarea traseului, stația de metrou cu două linii deschisă în 1968 la gara centrală din Rotterdam a fost demolată și reconstruită mai la nord, cu trei linii.
Linia E face parte din RandstadRail, un sistem de tramvai rapid între Haga, Rotterdam și Zoetermeer. Din acest motiv, primele vehicule de pe această linie au fost livrate în culorile alb-albastru ale RandstadRail.

#### Centrul orașului – Liniile D/E

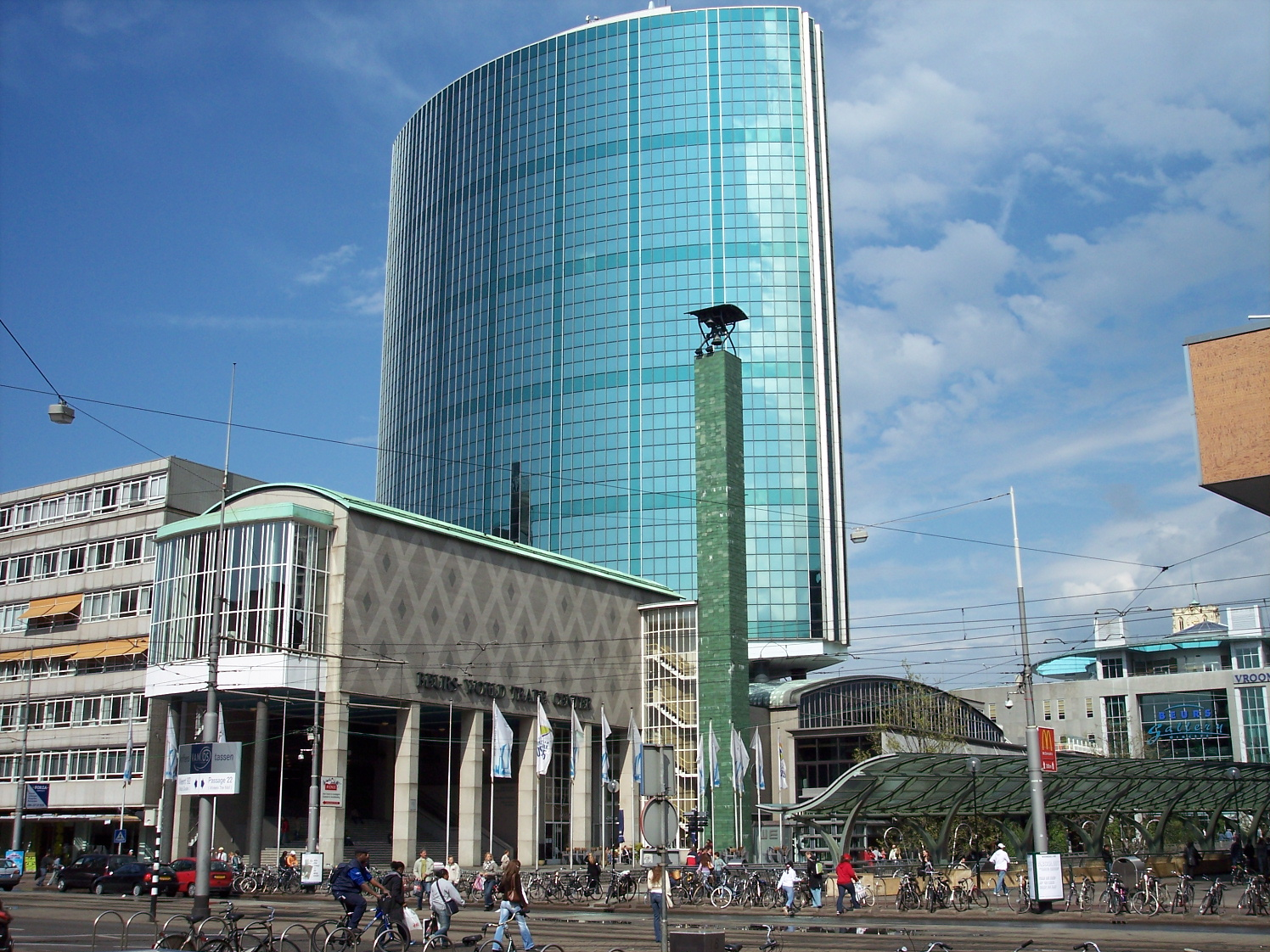
Piața Beurs. Stâlpul verde și structura acoperită din dreapta fac parte din intrarea elaborată a stației de metrou Beurstraverse

Secțiunea centrală a Erasmuslijn, deservită de ambele linii, începe de la gara centrală din Rotterdam, situată la marginea nord-vestică a orașului. Următoarele două stații, de la primărie și bursă, sunt situate sub bulevardul central Coolsingel. La stația bursă, linia Calandlijn se intersectează, iar accesul din străzile pietonale Lijnbaan și Hoogstraat a fost elaborat la mijlocul anilor 1990, astfel încât Beurstraverse traversează Coolsingel. Hoogstraat, așa cum sugerează numele, se află pe creasta Zeedijk (digul mării), iar toate clădirile situate la sud de această linie de dig, inclusiv stația de metrou Leuvehaven, trebuie protejate în mod autonom în caz de furtuni.
Stația Leuvehaven se află în cea mai veche zonă portuară a Rotterdamului. La sud de aceasta, metroul traversează râul Noua Maas pe sub apă, iar la câțiva metri în aval se află podul Erasmus, deschis în 1996, ultima traversare a Rinului înainte de vărsarea în Marea Nordului.

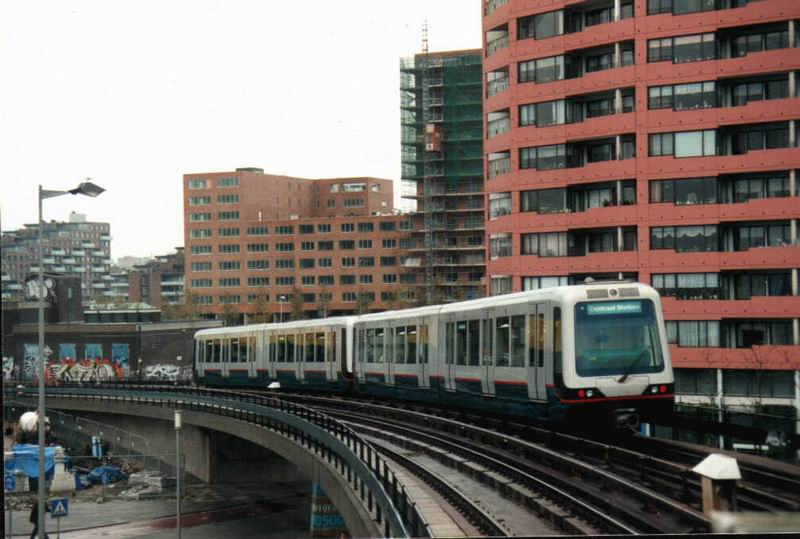
Traseu de metrou suspendat al Erasmuslijn la stația Rijnhaven

Imediat după ce ajunge pe malul stâng, linia de metrou începe să urce, trecând din tunel pe un viaduct de metrou suspendat. Stația de metrou Wilhelminaplein, adăugată ulterior în 1997, se află pe o rampă. Stații situate pe pante sunt rare la nivel mondial și în multe țări sunt interzise din motive de siguranță; este curios că Rotterdam, altfel un oraș fără dealuri, are o astfel de stație.
Următoarele două stații suspendate, Rijnhaven și Maashaven, se află lângă două bazine portuare create în jurul anului 1900. Imediat după ieșirea din tunel înainte de stația Rijnhaven, între 1968 și 2008, se afla o conexiune cu depoul Hilledijk, primul depou al metroului, care a fost demolat în 2011. Stația următoare, Zuidplein, era terminusul secțiunii deschise în 1968. Ea se află în centrul districtului sudic al orașului, alături de un mare centru comercial, o piscină, o primărie de district, un teatru și o autogară. În apropiere se află parcul Zuidpark și centrul de evenimente Ahoy.
După traversarea parcului Zuidpark, linia de metrou trece prin marile cartiere rezidențiale Pendrecht și Zuidwijk. La intersecția cu strada principală Slinge, care traversează ambele cartiere, se află stația de metrou cu același nume. Aceasta este formată din trei linii și este terminusul liniei E din Haga. Traseul spre Spijkenisse este operat doar de linia D.

#### Sudul Rotterdamului și Spijkenisse – Linia D

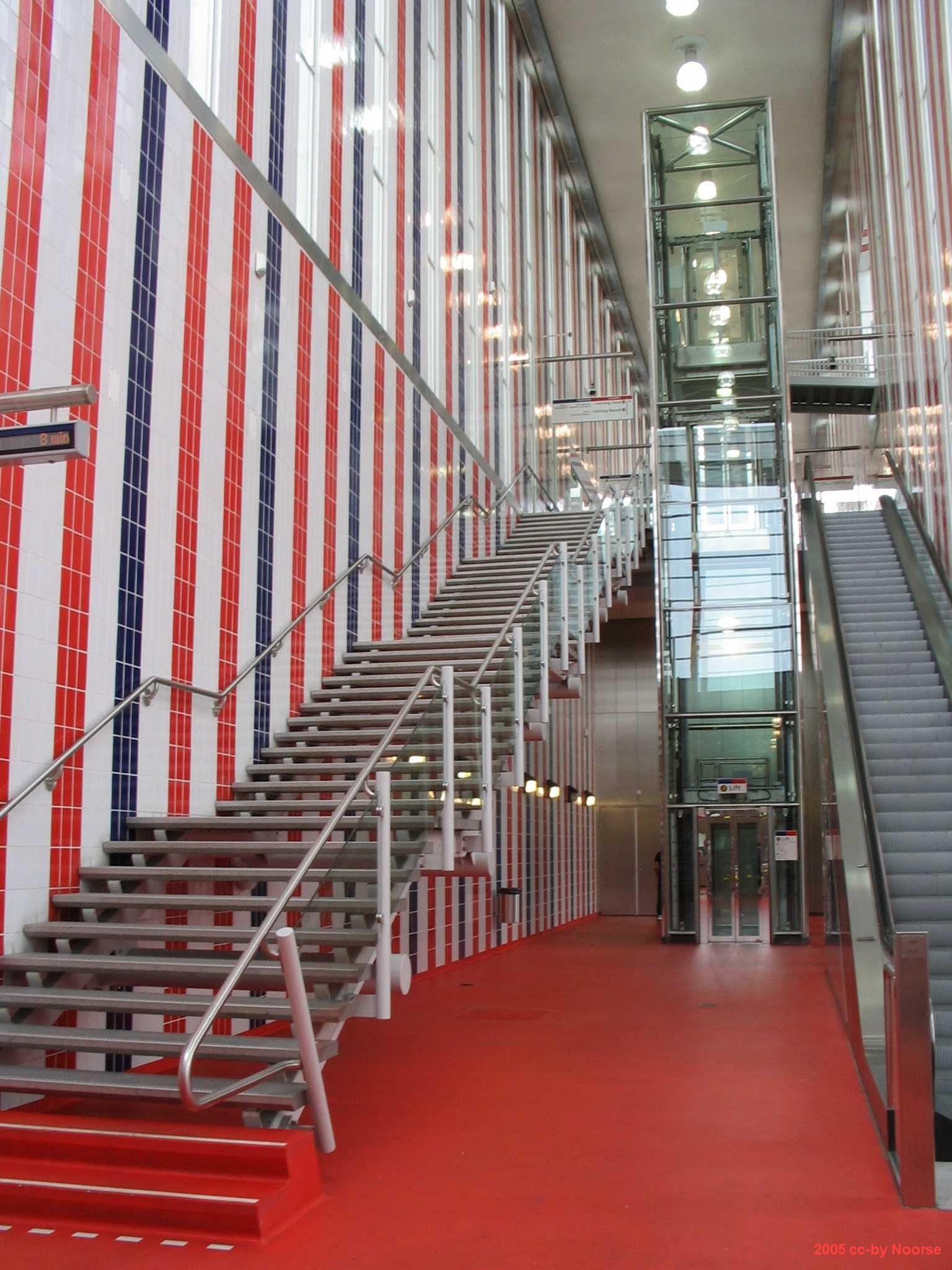
Intrarea în stația Tussenwater

La sud de aceste cartiere, metroul traversează linia de cale ferată industrială către port și se curbează larg către vest. După aproximativ doi kilometri, între o stație de marfă și o zonă industrială, se află depoul Waalhaven al metroului, care este traversat fără oprire. Următoarea stație este la trei kilometri mai departe (Rhoon). Aceasta și stația următoare, Poortugaal, se află în suburbia sudică Albrandswaard. Rhoon și Portugaal sunt vechi sate care au crescut în mari comunități rezidențiale.
Marea suburbie Hoogvliet, care aparține de Rotterdam, este deservită de trei stații de metrou suspendate, dintre care niciuna nu se află în centrul propriu-zis al zonei. La prima dintre aceste stații (Tussenwater), linia Calandlijn, venind din nord, se întâlnește cu Erasmuslijn. Stația Tussenwater are patru linii și a fost construită deasupra unui curs de apă, cu clădiri de acces spectaculoase proiectate de Maarten Struijs. Stația Tussenwater nu a fost construită odată cu deschiderea liniei D în 1974, ci a fost adăugată în 2002, odată cu integrarea liniei Calandlijn în traseul către Spijkenisse.
După ce linia de metrou traversează râul Oude Maas pe sub apă, urmează încă trei stații suspendate în suburbia Spijkenisse, înainte de a ajunge la terminusul De Akkers. Dincolo de stație, linia continuă cu o zonă de depozitare a trenurilor lungă de 700 de metri, cu patru linii.

### Planuri de extindere
Sub stația Rotterdam Lombardijen se află o stație de metrou neterminată. Aceasta a fost planificată pentru o ramificație a Erasmuslijn către IJsselmonde și Ridderkerk, care cel mai probabil va fi realizată ca linie de tramvai.
În timpul transformării liniei Hoekse Lijn într-o linie de metrou, au fost făcute pregătiri pentru a deschide o stație suplimentară la Maeslantkering.
În Ommoord, la vest de terminusul Binnenhof, a fost rezervat spațiul pentru o linie dublă de metrou, pentru a extinde linia A către Hillegersberg și Terbregge. Până la John Mottweg, șinele au fost deja instalate pentru depozitarea trenurilor, dar acestea au fost eliminate în 2010 în cadrul unei reamenajări a zonei. De atunci, șinele se termină la capătul peronului stației. O extindere a traseului nu mai este planificată în 2019.
Stația De Akkers are șine prelungite dincolo de peron, construite pentru o extindere viitoare către Hellevoetsluis și Brielle. La dezvoltarea terenurilor din zonă, s-a ținut cont de păstrarea traseului. În prezent, realizarea acestor planuri este puțin probabilă, dar șinele de depozitare există încă.
Alte măsuri de îmbunătățire a transportului public vor viza în principal rețeaua de tramvaie. Programul TramPlus combină măsuri de accelerare cu extinderi ale rețelei, în special pe malul stâng și către suburbia Vlaardingen.

### Operare

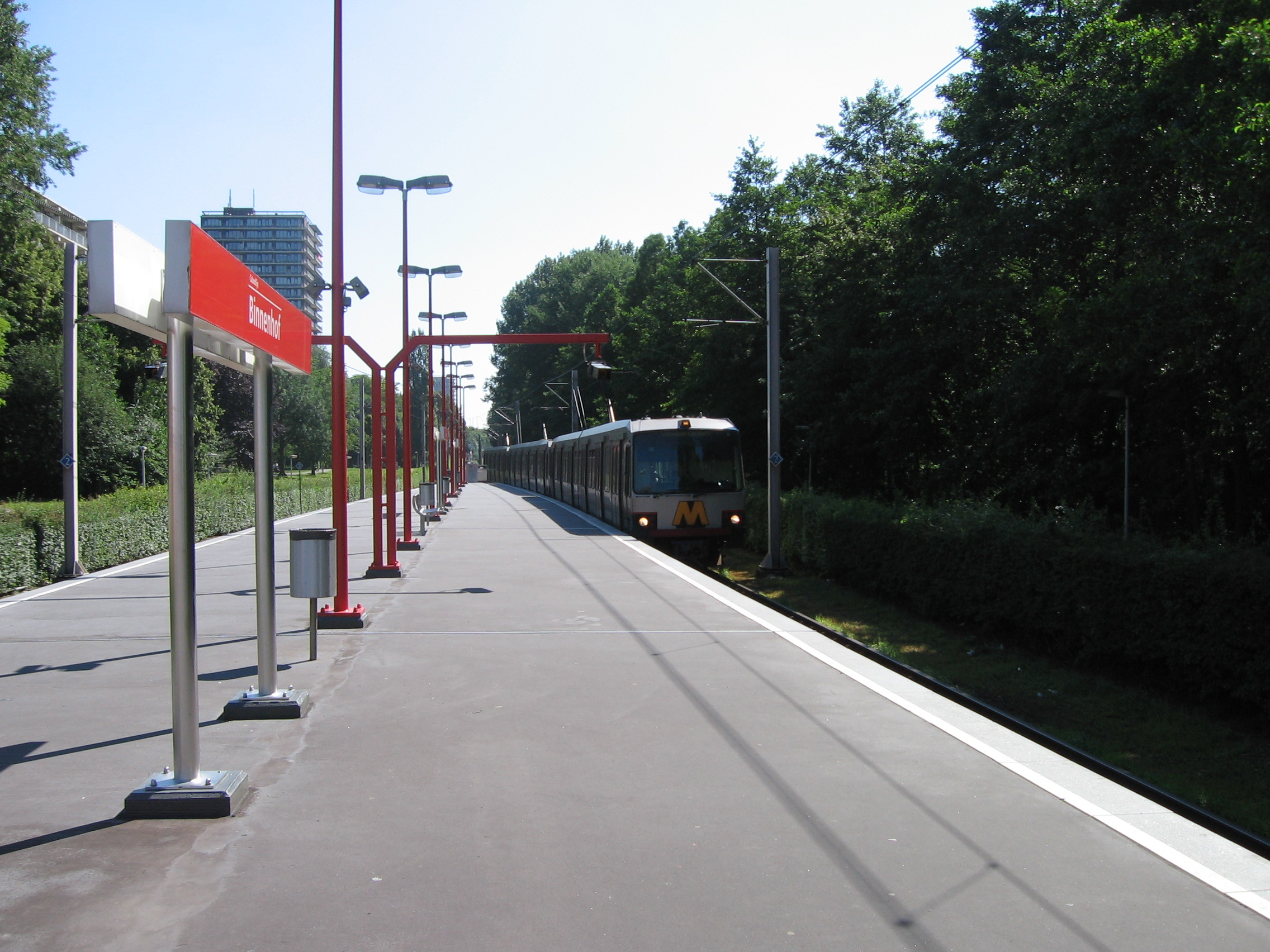
Stația de metrou Binnenhof (Ommoord)

Metroul începe să funcționeze dimineața la ora 5:30 și circulă până puțin după miezul nopții.
Calandlijn cu cele trei capete de linie estice este considerată în planificarea orarului ca trei linii separate, care circulă în timpul zilei astfel:
Ommoord (Binnenhof) ↔ Vlaardingen West (Linia A)
Nesselande ↔ Hoek van Holland Haven (Linia B)
Capelle a/d IJssel (De Terp) ↔ Spijkenisse Centrum (Linia C)
Cele două linii de tren ușor prin Prins-Alexander-Polder circulau până în 2019 doar până la gara Schiedam, în timp ce liniile complet dezvoltate ca metrou din Capelle deservesc și secțiunea următoare prin zona portuară slab populată și se intersectează cu linia Erasmuslijn în suburbia Hoogvliet. De la integrarea liniei Hoekse Lijn, nicio linie nu mai termină la Schiedam.
Fiecare dintre aceste trei linii circulă în timpul zilei (6-19, sâmbăta de la 7) la intervale de 10 minute, iar duminica la intervale de 15 minute. Între Kralingse Zoom și Schiedam Centrum, adică pe secțiunea urbană a liniei, circulă 18 trenuri pe oră și pe direcție.

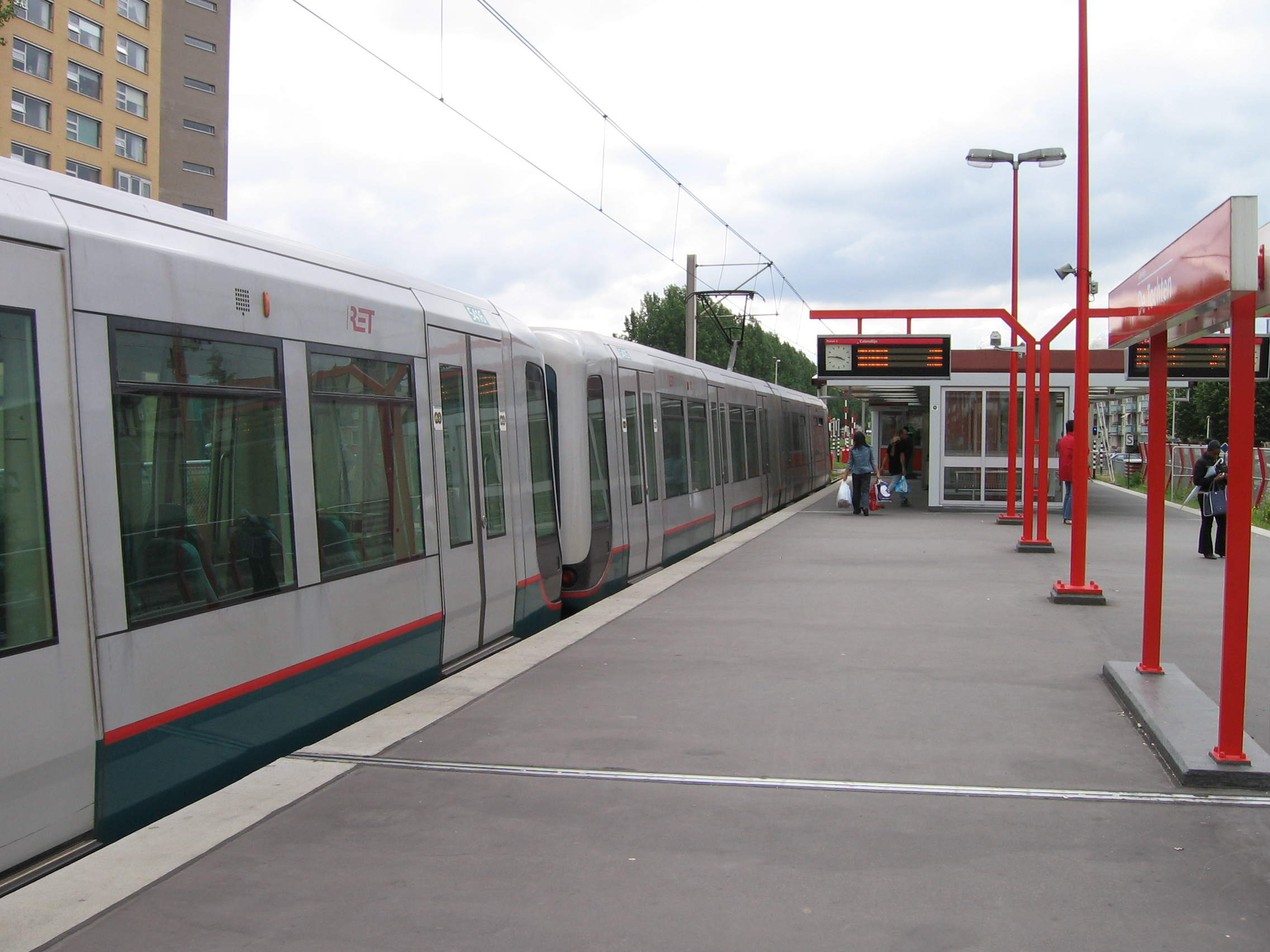
Stația De Tochten (Zevenkamp)

 Seara și duminica dimineața se aplică următoarele rute scurtate:
Binnenhof ↔ Kralingse Zoom
Nesselande ↔ Hoek van Holland Haven
De Terp ↔ Spijkenisse Centrum
Aceste rute sunt deservite la intervale de 15 minute. Ramura către Ommoord este deservită printr-un serviciu pendular, iar la stația Kralingse Zoom se poate face transferul către linia principală. În secțiunea centrală a orașului, cursele din Nesselande și Capelle se adună la un interval de 7/8 minute.
Erasmuslijn nu are ramificații, dar totuși două rute diferite. Fiecare tren al liniei E se termină deja la gara Slinge. Motivul este același ca la Calandlijn: dincolo de această stație, metroul părăsește zona urbană închisă și traversează zone comerciale și portuare intens utilizate:
Rotterdam Centraal ↔ Spijkenisse (Linia D)
Den Haag Centraal ↔ Slinge (Linia E)
Linia E circula anterior doar în zilele lucrătoare de la 7:30 până la 19:00 (sâmbăta de la 6:00) la intervale de 10 minute și duminica de la 10:45 până la 18:15 la intervale de 15 minute până la Slinge, însă acum aceste intervale sunt valabile pe tot parcursul zilei. Traseul complet este deservit în orele de vârf la intervale de 5 minute, iar în restul timpului și duminica la intervale de 7½ minute. Ambele rute adună în orele de vârf 18 trenuri pe oră și pe direcție, iar în timpul zilei 12.

### Vehicule

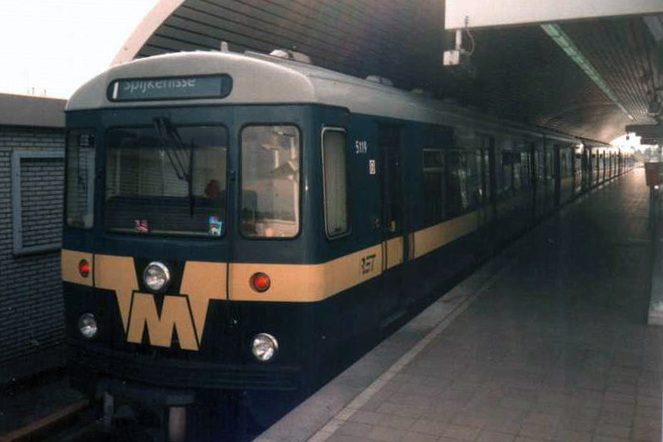
Tipul de vehicul MG2, utilizat din 1968 până în 2003 pe linia Erasmuslijn

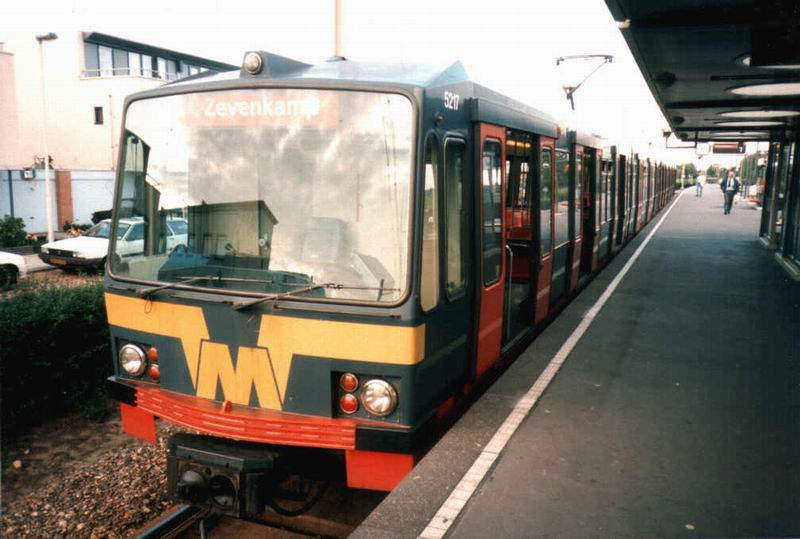
Tipul de vehicul SG2, utilizat din 1982 până în 2015 pe linia Calandlijn

Vehiculele utilizate pe cele două linii nu sunt identice. Deoarece o parte din liniile A și B (fostă Calandlijn) sunt operate în regim de tren ușor, trenurile trebuie să îndeplinească și cerințele de omologare pentru tramvaie. În plus față de echipamentul de metrou, vehiculele acestor linii au pantografe, frâne de șină, nisip de frână, stopuri de frânare și semnalizatoare. Singura linie de pe traseul est-vest exclusă de la aceste cerințe este linia C, deoarece circulă doar pe secțiuni construite conform criteriilor de metrou.
La începutul operațiunilor de metrou în 1968, RET deținea 27 de trenuri din modelul original „MG2”, dintre care până în 1976 au fost livrate un total de 71 de unități duble.
Între 1980 și 1984, au fost adăugate 71 de vehicule de tip „SG2”, care îndeplinesc criteriile de tren ușor pentru operarea pe linia Calandlijn. Acestea erau complet interconectabile mecanic și electric cu MG2, fapt utilizat pe linia Erasmuslijn și ulterior pe linia Calandlijn. Toate unitățile au fost modernizate la sfârșitul anilor 1990.
Începând din 1998, vehiculele inițiale au fost înlocuite cu noua serie „MG2/1”, livrată în 63 de unități până în 2002. Aceste vehicule au o particularitate, având un singur post de conducere la un capăt și necesitând astfel operare în cel puțin configurație dublă în serviciul cu pasageri. În 2002, au fost produse suplimentar 18 vagoane modificate, care pot fi utilizate și ca trenuri ușoare, denumite „SG2/1”. Ambele tipuri de vehicule au înlocuit până în 2003 toate trenurile MG2.
Ca noi trenuri pentru toate liniile, a fost comandat modelul Bombardier Flexity Swift de la producătorul Bombardier, vehiculele fiind construite în Brugge, Flandra. Vehiculele denumite „SG3” sunt similare cu SG2/1, dar au o nouă parte frontală, două posturi de conducere și trei vagoane per unitate în loc de două. Toate vehiculele pot fi operate atât cu pantograf, cât și cu șină de contact. Între 2008 și 2017, au fost produse trei serii, prima serie având o livrea alb-albastră specifică RandstadRail, utilizată aproape exclusiv pe linia E.
Până la sfârșitul anilor 1990, trenurile aveau o livrea verde închis, care a fost înlocuită cu o livrea argintie odată cu introducerea seriei MG2/1. Vehiculele SG2 au fost revopsite în acest schema de culori la modernizare, dar trenurile MG2 care urmau să fie scoase din uz nu au mai fost revopsite. Odată cu introducerea SG3, această livrea a fost modificată, fără a se aplica SG2, ci doar MG2/1 și SG2/1 la modernizarea lor la mijlocul anilor 2010. Când RET s-a alăturat rețelei R-net, care impune o livrea proprie, livrea RET a fost modificată prin adăugarea ușilor roșii (anterior verde închis) și a siglei R-net.
Până în 2030, se intenționează achiziționarea a 35 de trenuri noi pentru a permite creșterea frecvenței pe liniile C și E. În cadrul achiziției, vor fi construite facilități suplimentare de parcare și protecție fonică, alimentarea electrică a rețelei va fi îmbunătățită și stația Beurs va fi remodelată.
| Ilustrație | Serie     | Număr (încă în serviciu) | Numere de vagon                            | Livrare                                                 | Producător                                  | Utilizare | Linii                   | Lungime vehicul | Alimentare electrică      |
| ---------- | --------- | ------------------------ | ------------------------------------------ | ------------------------------------------------------- | ------------------------------------------- | --------- | ----------------------- | --------------- | ------------------------- |
|            | MG2 (M)   | 71 (0)                   | 5001–5027, 5051–5066, 5101–5126, 5151–5152 | 1966–1975 (4 livrări)                                   | Werkspoor; Düwag                            | 1966–2003 | Erasmuslijn, Calandlijn | 29 m            | Șină de contact           |
|            | SG2 (T)   | 71 (0)                   | 5201–5271                                  | 1980–1984                                               | Düwag, Düsseldorf                           | 1980–2015 | A, B, C, D              | 29,8 m          | Șină de contact Pantograf |
|            | MG2/1 (B) | 63 (62)                  | 5301–5363                                  | 1998–2001                                               | Bombardier, Brugge                          | din 1998  | C, D                    | 30,5 m          | Șină de contact           |
|            | SG2/1 (S) | 18 (18)                  | 5401–5418                                  | 2002                                                    | Bombardier, Brugge                          | din 2002  | A, B, C                 | 30,5 m          | Șină de contact Pantograf |
|            | RSG2      | 11 (0)                   | Serie 5200                                 | 2006 (vehicule SG2 convertite cu an de fabricație 1984) | Düwag, Düsseldorf (Convertire de către RET) | 2006–2009 | E                       | 29,8 m          | Pantograf                 |
|            | RSG3 (R)  | 22 (22)                  | 5501–5522                                  | 2008/2009                                               | Bombardier, Bautzen                         | din 2008  | E                       | 42 m            | Șină de contact Pantograf |
|            | SG3 (R)   | 42 (42)                  | 5601–5642                                  | 2009–2012                                               | Bombardier, Bautzen                         | din 2009  | A, B, C, D, E           | 42 m            | Șină de contact Pantograf |
|            | HSG3 (R)  | 22 (22)                  | 5701–5722                                  | 2015–2017                                               | Bombardier, Bautzen                         | din 2015  | A, B, C, D, E           | 42 m            | Șină de contact Pantograf |

### Istorie

#### Istoria timpurie

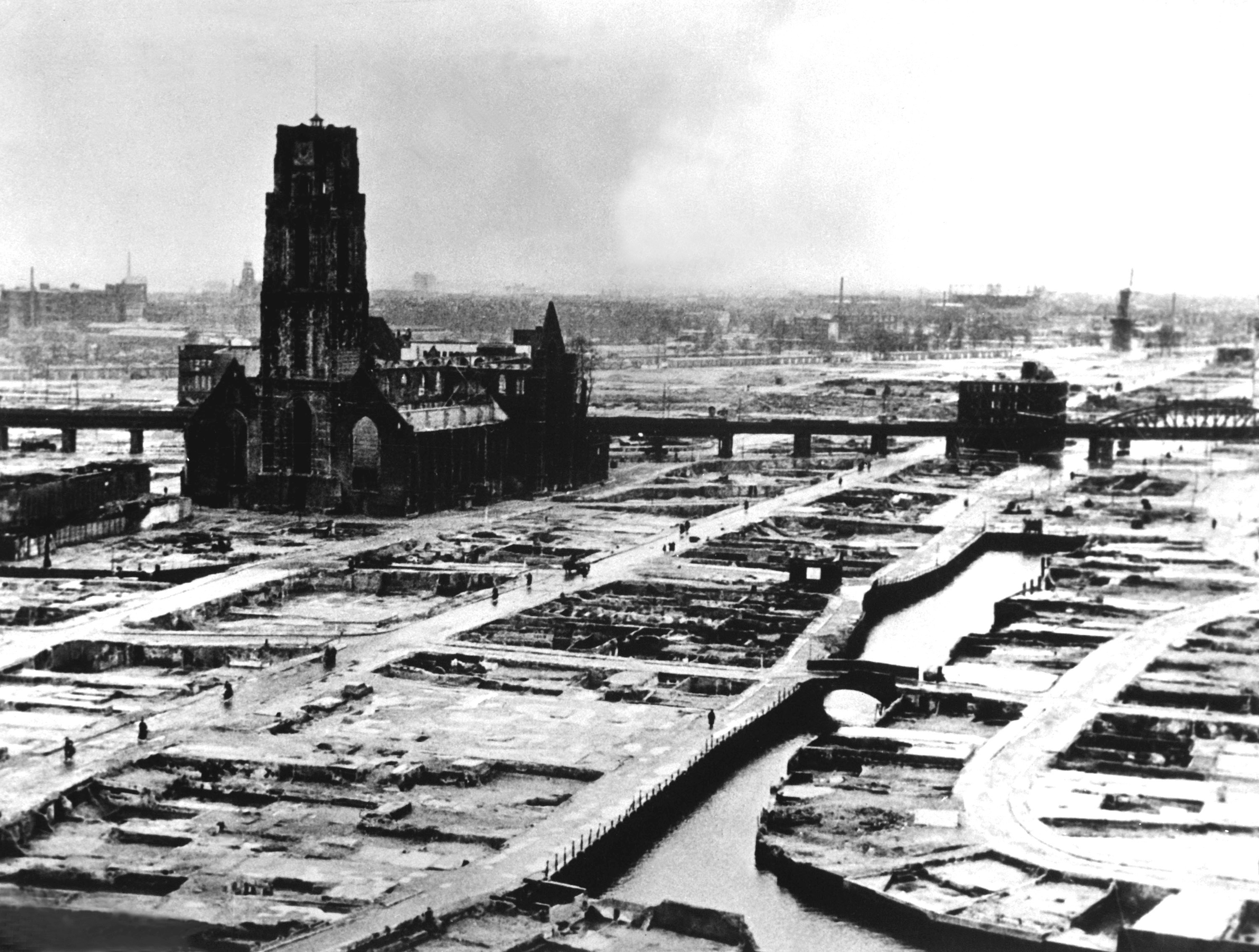
Rotterdam 1940, după lucrările de evacuare

Încă din anii 1920, Rotterdamul a fost centrul unui urbanism radical modern în Olanda, grupul de arhitecți De Opbouw condus de Oud și van Eesteren promovând un raționalism funcțional în locul tradițiilor arhitecturale, cum ar fi cele adoptate de Școala Amsterdameză, orientată către expresionismul german, care a dominat Amsterdamul până în anii 1930.
Distrugerea întregului centru al orașului în urma bombardamentului german din 14 mai 1940 a oferit oportunitatea după război de a pune în practică ideile Opbouw și ale grupului internațional CIAM. O reconstrucție modernă pe o scară largă, cu străzi largi și o separare extinsă a funcțiunilor urbane, a stat la baza noii Rotterdam în devenire. Strada comercială Lijnbaan, deschisă în 1953, a fost prima zonă pietonala din Europa, în afara acesteia, planificarea traficului a fost axată complet pe automobil. În plus, tramvaiul nu trebuia să mai împiedice traficul auto.
Pentru a scoate fluxurile de transport public din străzi, la sfârșitul anilor 1950 s-a decis construirea unei linii de metrou subterană, de la noul (deschis în 1954) Gara Centrală către centrul cartierului în rapidă expansiune, Sud. Pe 19 ianuarie 1959, reprezentanții birourilor de urbanism municipale au prezentat planurile în parlamentul orașului. Decizia oficială a parlamentului orașului a fost luată pe 14 mai 1959.

#### Construcția metroului în apă
Prima fază de construcție a fost și cea mai dificilă din punct de vedere tehnic. A inclus întregul traseu subteran al viitoarei linii Erasmuslijn, inclusiv traversarea sub Nieuwe Maas, care are o lățime de 600 de metri în acea zonă. Această secțiune sub râu, cu o lungime de 1040 de metri, este compusă din doisprezece elemente tunelare. Acestea au fost fabricate pe insula van-Brienenoord (aproape de Kuip, stadionul lui Feyenoord), într-un doc uscat, transportate pe râu și plasate într-o groapă pregătită pe fundul râului. Plafonul tunelului în mijlocul râului se află la aproximativ 12,5 metri sub nivelul mării.
Secțiunile de tunel pe malul drept au trebuit, din cauza condițiilor specifice din vestul Olandei, să fie construite într-un mod similar. Metoda obișnuită în alte locuri, numită taie și acoperă (metoda deschisă), în care se săpa o groapă, se construiau drumul, pereții laterali și șinele, apoi se punea „capacul” și se restabila strada, nu a fost posibilă la Rotterdam: fiecare groapă săpată se umplea cu apă în câteva ore.
De aceea, în străzile largi Blaak și Weena, au fost construite și ele mici docuri uscate, în care elementele tunelare au fost pre-produse. Coolsingel, în mijlocul căruia o groapă umplută cu apă a existat timp de mai mulți ani, a avut o reflecție interesantă la propria sa istorie: în trecut, fusese șanțul din fața zidurilor de apărare vestice ale Rotterdamlui (un Singel fiind un șanț cu apă). În ciuda construirii sub apă, această secțiune a fost mai ușor de realizat decât traversarea râului, deoarece aici nu au existat nici curent și nici maree care să complice lucrările și macaralele de construcție au putut fi plasate direct lângă groapa de construcție.
Pentru siguranța întregului oraș, cele două baraje de inundație de la stația Leuvehaven sunt foarte importante, așa cum s-a menționat mai sus, fiind sub nivelul principalului dig de pe malul drept (Westzeedijk). Pentru a preveni ca o inundație în zona subtraversării fluviului să inunde jumătatea nordică a orașului în caz de dezastru, s-au instalat porți de oțel la ambele capete ale stației, care se închid automat în caz de accident.
Viaductul de beton al liniei de metrou de pe malul stâng a putut fi construit într-un mod relativ simplu. Pe 9 februarie 1968, a fost inaugurată prima secțiune a metroului, cu peste doi ani înainte ca în nepopularul Amsterdam să se fi început construcția metroului de acolo. Criticii din Amsterdam și din alte locuri au remarcat totuși că metroul din Rotterdam, cu o lungime de aproximativ cinci kilometri și șapte stații, ar fi fost cel mai scurt din lume (o afirmație care doar parțial corespundea adevărului).

#### Construcția liniei est-vest

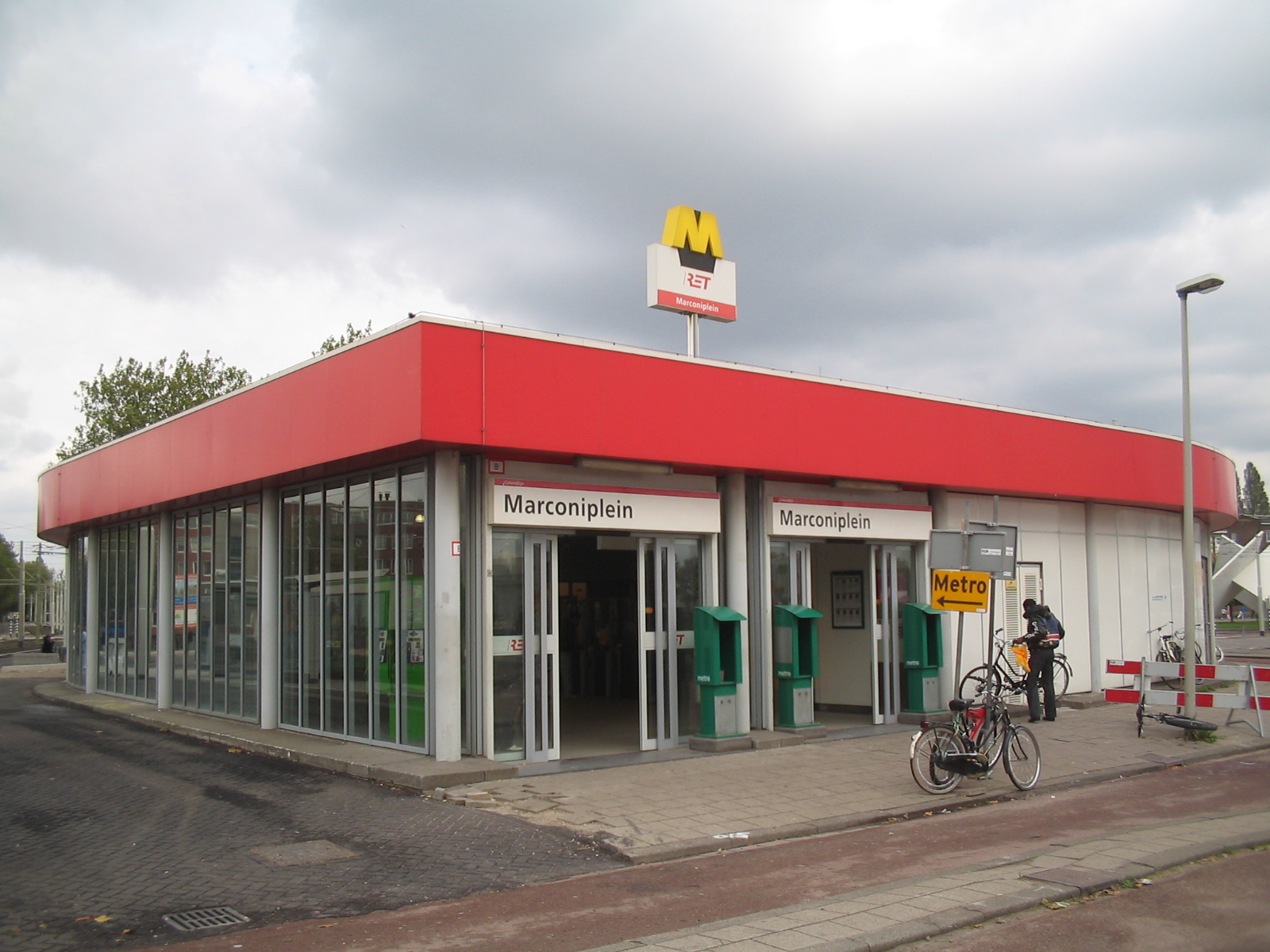
Stația de metrou Marconiplein

Construcția actualului Calandlijn a început în 1971 cu lucrările preliminare obișnuite în construcția metroului, cum ar fi reorganizarea traficului rutier și relocarea numeroaselor rețele subterane de utilități care se aflau în calea viitorului tunel. Spre deosebire de prima linie, această linie includea o secțiune lungă de tunel, iar în zona bazinului portuar Coolhaven a trebuit din nou să fie traversată o rută navigabilă, folosind metodele descrise anterior.
În centrul orașului, Calandlijn străbate axe largi de trafic, ceea ce a simplificat procesul de construcție. Stația Beurs (cunoscută atunci ca Churchillplein) a fost deja construită în stadiu brut ca o pregătire pentru prima linie, în schimb stația Blaak a fost deja pregătită ca stație de transfer pentru viitoarea linie subterană a feroviarului de stat: aici, linia de metrou a fost realizată ca o punte cu o deschidere de 52 de metri. Tunelul feroviar a fost construit în anii 1987–1993, înlocuind vechiul traseu pe viaduct.
În cartierul Kralingen, metroul trece prin străzi înguste și chiar sub blocuri de locuințe, clădirile fiind susținute cu construcții îndrăznețe, astfel încât locuitorii să poată rămâne în apartamentele lor în timpul construcției. De asemenea, în zona dintre Eendrachtsplein și Coolhaven, cartierele dens populate au fost traversate. Majoritatea noii rute au fost deschise în 1982, iar cele două stații vestice până la Marconiplein au urmat în 1986.

#### Linii de metrou elevat către suburbiile orașului

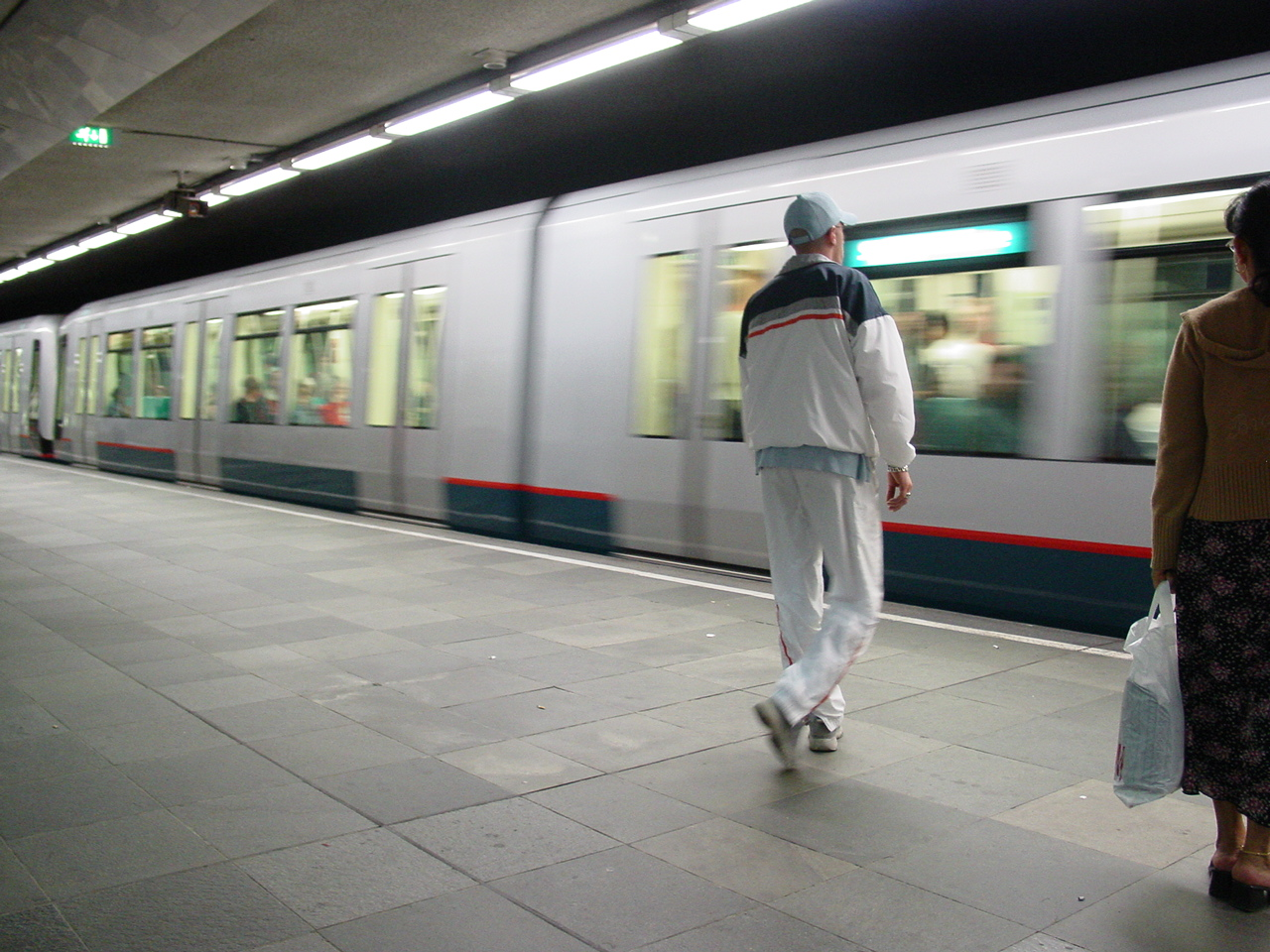
Noile trenuri Erasmuslijn (Tip MG2/1)

Prima extindere a metroului Rotterdam a avut loc la capătul sudic al primei rute. Linia de metrou deasupra Maasului stâng a fost extinsă cu 1,6 km către cartierul suburban Pendrecht/Zuidwijk. Aceste zone rezidențiale au fost construite în jurul anului 1960 conform proiectului arhitectei Lotte Stam-Beese, provenind din cercul grupului de Opbouw, și sunt considerate astăzi un exemplu al planificării urbane ostile din deceniile postbelice în Rotterdam. Prin conexiunea la metrou (stația Slinge), locuitorii au obținut în 1970 o legătură rapidă cu centrul orașului.
A doua extindere (1974), dincolo de Pendrecht, a traversat mai mulți kilometri prin sudul orașului, caracterizat de autostrăzi, grădinițe, terenuri sportive, zone industriale și portuare. Aici s-a demonstrat caracterul metroului ca o adevărată cale rapidă, cu distanțe mari între stații. Cartierele rezidențiale Rhoon și Portugaal se află în afara limitelor orașului și nu au fost motivul (dar au beneficiat) pentru extinderea metroului. Scopul a fost mai degrabă conectarea celei mai mari suburbii a Rotterdamului, Hoogvliet, situată în sud-vestul orașului.
Traseele de tramvai prin suburbii din nord-est precum Prins Alexander, Ommoord și Zevenkamp au fost construite în prima jumătate a anilor '80. Acestea s-au desprins de la stația Capelsebrug și au continuat ca linii rapide de tramvai la nivelul solului (Sneltram).
În același timp, la celălalt capăt al orașului, s-a construit extinderea din Hoogvliet către orașul Spijkenisse, desemnat ca o comunitate de creștere, situată dincolo de Maas, peste apă. În interiorul orașului a fost construit un traseu de metrou elevat cu trei stații, traversarea Maasului Vechi s-a realizat printr-un alt tunel subacvatic. Pentru pre-fabricarea segmentelor de tunel, s-a utilizat din nou docul uscat de pe insula van Brienenoord. Șinele de pe traseul finalizat se află la cea mai joasă altitudine de 23 de metri sub nivelul mării. Extinderea a fost inaugurată în 1985.
Capătul estic al Calandlijn a fost extins în 1994 către comuna suburbană Capelle, de această dată nu ca sneltram, ci ca linie de metrou elevat.

#### Kop van Zuid

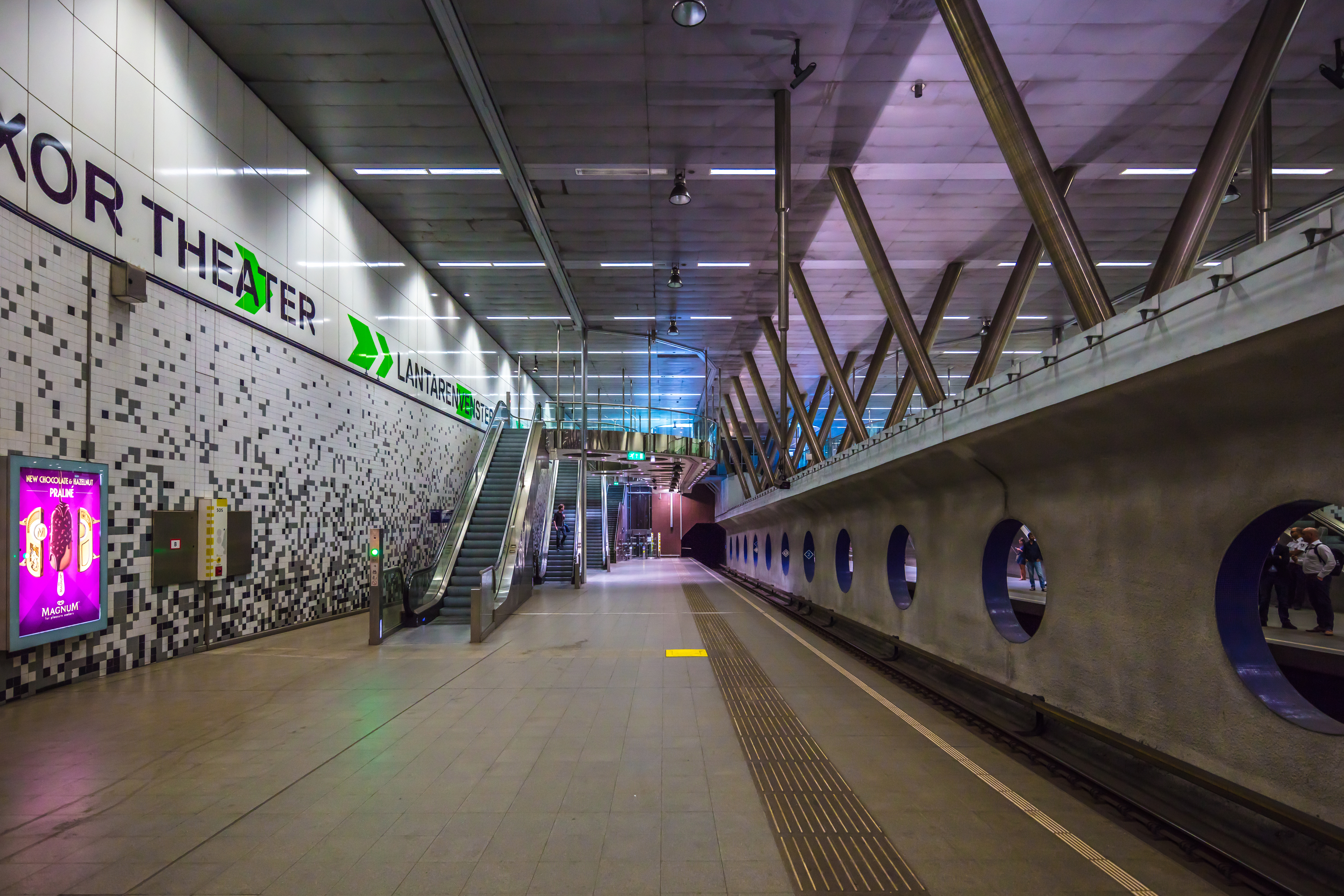
Stația Wilhelminaplein

În mijlocul anilor '90, au început lucrările pentru reutilizarea zonei portuare lăsate în paragină de pe malul stâng al fluviului. Bazinele portuare construite în jurul anului 1900 deveniseră prea mici pentru navele maritime moderne, iar activitatea portuară se mutase tot mai mult spre vest, din oraș. S-a decis să se utilizeze capătul nordic (Kop) al districtului Sud (de aceea Kop van Zuid) pentru extinderea orașului de afaceri. Pe digul Wilhelminapier între fluviu și Rijnhaven urmau să fie construite zgârie-norii de birouri, iar în al doilea rând, un cartier dens de locuințe și un parc oraș. Ca semn vizibil al "săritului" peste fluviu a apărut Podul Erasmus, denumit și "Lebăda" pentru forma sa neconvențională. Prin acest pod, tramvaiul a putut traversa din nou fluviul după mai bine de 20 de ani de izolare pe malul stâng, fără legătură cu restul rețelei.
În afara liniei noi de tramvai 20, metroul urma să deschidă cartierul. Stația Rijnhaven este importantă pentru o parte din noii locuitori, dar centrul Kop van Zuid este Wilhelminaplein, capul sudic al podului Erasmus și începutul digului Wilhelminapier. Metroul a trecut sub piață fără oprire, deoarece a trebuit să depășească diferența de nivel între subtraversarea fluviului și rampa care urmează mai la sud. Datorită importanței mari a proiectului, s-a decis în final să se adauge o stație suplimentară pe sub piață, continuând operarea metroului. Stația a fost deschisă în 1997, situată la 17 metri sub nivelul mării, fiind una dintre cele mai adânci stații din lume.

#### Cronologia deschiderii tronsoanelor
| Data               | Linie                      | Secțiune                                               | +Stații | =Stații |
| 9 februarie 1968   | Erasmuslijn                | Centraal Station ↔ Zuidplein                           | 7       | 7       |
| 25 noiembrie 1970  | Erasmuslijn                | Zuidplein ↔ Slinge                                     | 1       | 8       |
| 25 octombrie 1974  | Erasmuslijn                | Slinge ↔ Zalmplaat                                     | 4       | 12      |
| 6 mai 1982         | Calandlijn                 | Coolhaven ↔ Capelsebrug                                | 10      | 22      |
| 27 mai 1983        | Calandlijn                 | Capelsebrug ↔ Graskruid ↔ Binnenhof (Stadtbahn)        | 7       | 29      |
| 24 aprilie 1984    | Calandlijn                 | Graskruid ↔ De Tochten (Stadtbahn)                     | 4       | 33      |
| 25 aprilie 1985    | Erasmuslijn                | Zalmplaat ↔ De Akkers                                  | 3       | 36      |
| 25 aprilie 1986    | Calandlijn                 | Coolhaven ↔ Marconiplein                               | 2       | 38      |
| 29 mai 1994        | Calandlijn                 | Capelsebrug ↔ De Terp                                  | 3       | 41      |
| 4 iunie 1997       | Erasmuslijn                | Wilhelminaplein                                        | 1       | 42      |
| 4 noiembrie 2002   | Erasmuslijn                | Tussenwater                                            | 1       | 43      |
| 4 noiembrie 2002   | Calandlijn                 | Marconiplein ↔ Tussenwater                             | 5       | 48      |
| 29 august 2005     | Calandlijn                 | De Tochten ↔ Nesselande                                | 1       | 49      |
| 16 august 2010     | Erasmuslijn (Randstadrail) | Den Haag Centraal Station ↔ Rotterdam Centraal Station | 14      | 63      |
| 28 septembrie 2019 | Calandlijn (Hoekse Lijn)   | Hoek van Holland Haven ↔ Schiedam Centrum              | 8       | 71      |

### Accidente

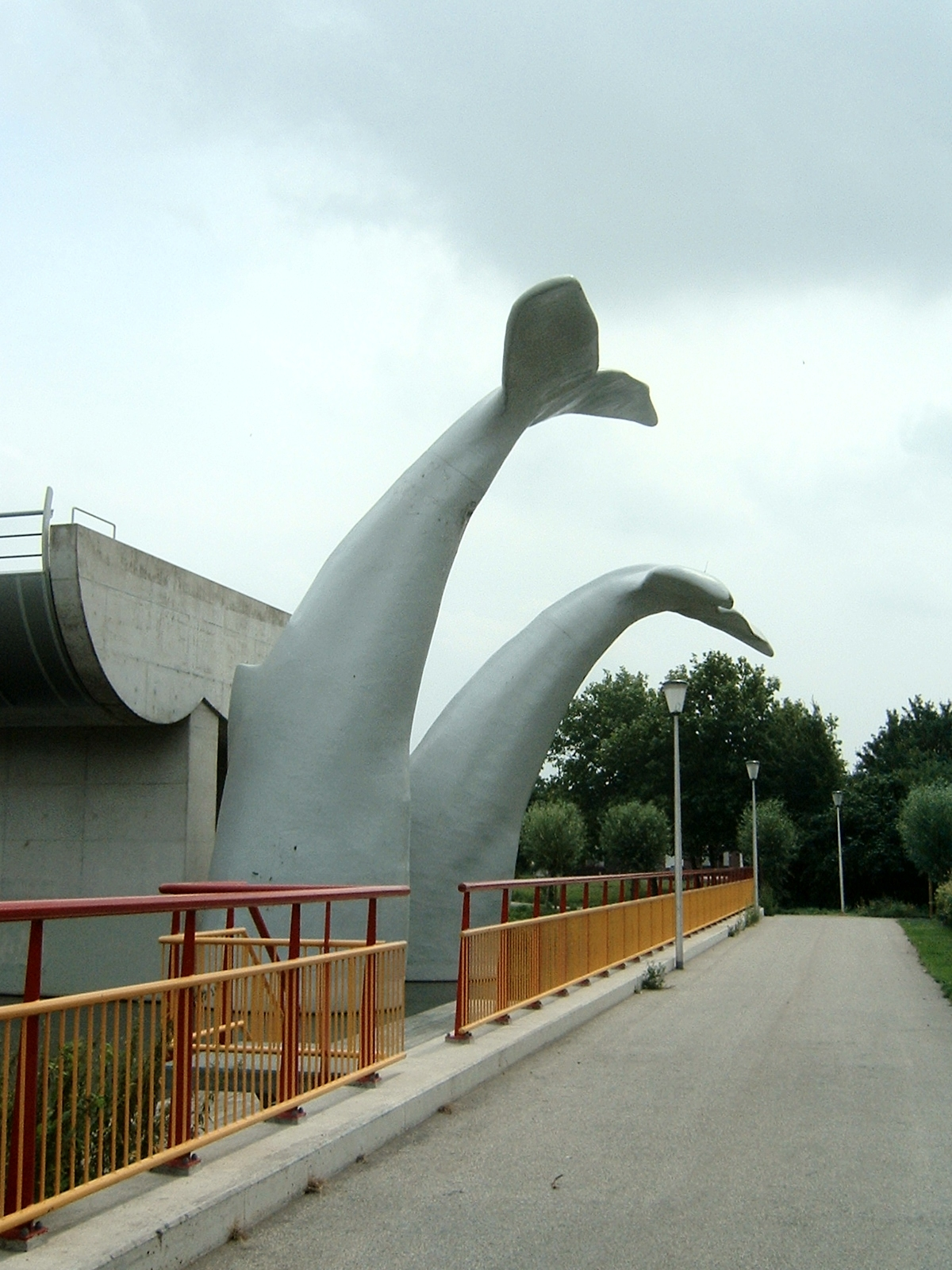
Cozi de balenă (fără metrou): Aripioara din spate a împiedicat prăbușirea - în stânga, cuva de beton cu capătul traseului

În noaptea de 1 noiembrie 2020, un tren de metrou fără pasageri a depășit tamponul de oprire la stația De Akkers, situată deasupra unui canal, în timp ce era parcat pe o linie moartă. Vehiculul conducător s-a oprit pe o replică a unei cozi de balenă, care face parte dintr-o operă de artă realizată de Maarten Struijs și care iese din apă. Aceasta a împiedicat căderea vagonului la o adâncime de 10 metri. Conducătorul vehiculului a rămas nevătămat. Recuperarea vehiculului s-a dovedit a fi complicată. Artistul s-a arătat impresionat de rezistența operei de artă create de el.